# وووف (استان اشوی‌داشکسیه)
وووف (به لهستانی: Wołów) یک منطقهٔ مسکونی در لهستان است که در گمینا بلیژن واقع شده‌است. وووف ۳۱۰ نفر جمعیت دارد.